# Damaeolus ocellatus
Damaeolus ocellatus är en kvalsterart som beskrevs av Sandór Mahunka 2000. Damaeolus ocellatus ingår i släktet Damaeolus och familjen Damaeolidae. Inga underarter finns listade i Catalogue of Life.